# Кутузівська сільська рада
Кутузівська сільська рада (Володарська сільська рада) — колишня адміністративно-територіальна одиниця та орган місцевого самоврядування у Володарсько-Волинському (Кутузівському, Володарському) районі Коростенської і Волинської округ, Київської та Житомирської областей Української РСР з адміністративним центром у селі Кутузове.

## Населені пункти
Сільській раді на час ліквідації були підпорядковані населені пункти:
- с. Кутузове
- с. Рудня-Горошківська

## Населення
Кількість населення ради, станом на 1923 рік, становила 3 515 осіб, кількість дворів — 508.
Кількість населення сільської ради, станом на 1924 рік, становила 3 515 осіб.

## Історія та адміністративний устрій
Створена 1923 року в складі містечка Кутузове, сіл Кутузове і Рудня-Горошківська Кутузівської волості Житомирського повіту Волинської губернії, з центром у міст. Кутузове. 7 березня 1923 року увійшла до складу новоствореного Кутузівського (згодом — Володарський, Володарсько-Волинський) району Коростенської округи. 8 січня 1926 року, в зв'язку з утворенням Володарської (згодом — Володарсько-Волинська) селищної ради, адміністративний центр перенесено до с. Кутузове.
Ліквідована 20 жовтня 1938 року, територію та населені пункти передано до складу Володарсько-Волинської селищної ради Володарсько-Волинського району Житомирської області.